# Nephodia pallida
Nephodia pallida är en fjärilsart som beskrevs av W. Warren 1904. Nephodia pallida ingår i släktet Nephodia och familjen mätare. Inga underarter finns listade i Catalogue of Life.